# 정근 (가수)
정근(본명: 박정근, 2003년 4월 17일~)은 대한민국의 보이 그룹 《하우(HAWW)》의 구성원이다. 보이 그룹 《아스트로(ASTRO)》의 이전 구성원 라키의 친동생이기도 하다.

## 학력
- 동서울대학교 뮤지컬학과 (재학)